# Šmarnica (roža)
Šmarnica (znanstveno ime Convallaria majalis), tudi solzica, je edina predstavnica roda Convallaria. Je gozdna cvetoča rastlina s sladko dišečimi, visečimi zvončastimi cvetovi, rojenimi v belih cvetovih spomladi. Je avtohtona po vsej hladni zmerni severni polobli v Aziji in Evropi, vendar velja za splošno invazivno rastlino v delih Severne Amerike. Convallaria majalis var. montana, znana tudi kot ameriška šmarnica, izvira iz Severne Amerike.

Zaradi koncentracije srčnih glikozidov (kardenolidov) je zelo strupena, če jo uživajo ljudje ali druge živali. Druga imena so majski zvonovi, Gospine solze in Marijine solze. Njeno francosko ime muguet se včasih pojavlja v imenih parfumov, ki posnemajo vonj rože.

## Opis
Convallaria majalis je zelnata trajnica, ki pogosto tvori obsežne kolonije s širjenjem podzemnih stebel, imenovanih korenike. Na koncih pritlik poleti nastanejo novi pokončni poganjki. Ti spomladi zrastejo v nove olistane poganjke, ki še vedno ostanejo povezani z drugimi poganjki pod zemljo. Stebla zrastejo do 15–30 cm visoko, z enim ali dvema listoma, dolgima 10–25 cm; cvetoča stebla imajo dva lista in grozd s petimi do petnajstimi cvetovi na vrhu stebla.
Cvetovi imajo šest belih cvetnih listov (redko rožnatih), ki so na dnu združeni v zvonasto obliko, premera 5–10 mm in so sladko dišeči. Cvetenje je pozno spomladi, v blagih zimah na severni polobli že v začetku marca. Plod je majhna oranžno rdeča jagoda s premerom 5–7 mm, ki vsebuje nekaj velikih belkastih do rjavkastih semen, ki se posušijo do prozorne prosojne okrogle kroglice, široke 1–3 mm. Rastline so same nezdružljive in kolonije, sestavljene iz enega samega klona, ne dajejo semena.
Raste v gozdovih, pa tudi v senčnih vrtovih in skalnjakih.

## Taksonomija
V sistemu APG III je rod uvrščen v družino Asparagaceae, poddružino Nolinoideae (prej družina Ruscaceae). Prej je bila umeščena v lastno družino Convallariaceae, pred tem pa, tako kot mnoge lilioidne enolične rastline, v družino lilijevk Liliaceae.
Obstajajo tri sorte, ki so jih nekateri botaniki včasih ločili kot ločene vrste ali podvrste.
- Convallaria majalis var. keiskei – iz Kitajske in Japonske, z rdečim sadjem in cvetovi v obliki sklede (zdaj se pogosto citira kot Convallaria keiskei).[13]
- C. majalis var. majalis – iz Evrazije, z belimi sredinci na cvetovih.
- C. majalis var. montana – iz Združenih držav Amerike, morda z zeleno obarvanimi sredinami na cvetovih.[14]

Nekatere oblasti priznavajo Convallaria transcaucasica kot posebno vrsto, medtem ko je vrsta, ki se je prej imenovala Convallaria japonica, zdaj razvrščena kot Ophiopogon japonicus.

## Razširjenost
Convallaria majalis je doma v Evropi, kjer se v veliki meri izogiba obrobju Sredozemlja in Atlantika. Vzhodna sorta, C. majalis var. keiskei, se pojavlja na Japonskem in delih vzhodne Azije. Omejena avtohtona populacija C. majalis var. montana (sinonim C. majuscula) se pojavlja v vzhodnih ZDA. Vendar pa obstaja nekaj razprav o avtohtonem statusu ameriške sorte.
Tako kot številne trajne cvetoče rastline ima tudi C. majalis dvojni način razmnoževanja, saj proizvaja potomce nespolno z vegetativnimi sredstvi in s semeni, ki nastanejo s fuzijo gamet.

## Ekologija
Convallaria majalis je rastlina delne sence in mezofilnega tipa, ki ima raje topla poletja. Rada ima blatna ali peščena tla in kisla do zmerno alkalna, po možnosti z veliko količino humusa. Royal Horticultural Society navaja, da so rahlo alkalna tla najbolj priljubljena. Je evroazijska in suboceanska vrsta, ki živi v gorah do 1500 m nadmorske višine.
Convallaria majalis kot prehransko rastlino uporabljajo ličinke nekaterih vrst moljev in metuljev (Lepidoptera), vključno s sovko Antitype chi. Odrasli in ličinke listnega hrošča Lilioceris merdigera lahko prenašajo tudi kardenolide in se tako prehranjujejo z listi.

## Gojenje
Šmarnica se pogosto goji na vrtovih zaradi dišečih cvetov in sposobnosti pokrivanja tal na senčnih legah. Prejela je nagrado Royal Horticultural Society za vrtne zasluge. V ugodnih razmerah lahko tvori velike kolonije.
Gojijo se različne vrste in sorte, vključno s tistimi z dvojnimi cvetovi, rožnatimi cvetovi, pestrim listjem in tistimi, ki rastejo večje od tipičnih vrst.
- C. majalis 'Albostriata ima belo progaste liste
- C. majalis 'Green Tapistry, 'Haldon Grange', 'Hardwick Hall', 'Hofheim', 'Marcel', 'Variegata' in 'Vic Pawlowski's Gold' so druge pestre sorte.
- C. majalis 'Berlin Giant in C. majalis 'Géant de Fortin' (sin. 'Fortin's Giant') sta večje rastoči kultivarji.
- C. majalis 'Flore Pleno' ima dvojne cvetove.
- C. majalis 'Rosea' včasih najdemo pod imenom C. majalis var. rosea, ima rožnate cvetove.

Tradicionalno se šmarnica goji v lončkih in je pozimi prisiljena zagotoviti cvetje v zimskih mesecih, tako za rastline v lončkih kot za rezano cvetje.

## Uporaba

### Parfumerija
Leta 1956 je francosko podjetje Dior izdelalo dišavo, ki simulira šmarnico, ki je bila najljubša roža Christiana Diorja. Diorissimo je oblikoval Edmond Roudnitska. Čeprav je bil od takrat preoblikovan, velja za klasično dišavo.
Drugi parfumi, ki posnemajo ali temeljijo na roži, vključujejo Muguet de Bois Henrija Roberta (1936), Penhaligonovo Lily of the Valley (1976) in En Passant Olivie Giacobetti (2000).

### Poroke in druga praznovanja
Šmarnica je bila uporabljena na porokah in je lahko zelo draga. Šmarnica je bila predstavljena v poročnem šopku na poroki princa Williama in Catherine Middleton. Šmarnica je bila tudi roža, ki jo je monaška princesa Grace izbrala, da bo predstavljena v njenem poročnem šopku.
V začetku 20. stoletja je v Franciji postala tradicionalna prodaja šmarnice na mednarodni dan dela, 1. maja (imenovan tudi La Fête du Muguet (Dan šmarnice), pri delavskih organizacijah in zasebnikih brez plačila prometnega davka (samo na ta dan) kot simbol pomladi.
Šmarnico nosijo v Helstonu (Cornwall, Združeno kraljestvo) na dan flore (vsako leto 8. maja, glejte Furry Dance), ki predstavlja prihod "maja" in poletja. V pubih okoli Cornwalla (in na Flora Day v Cadgwithu, blizu Helstona) pojejo tudi pesem, imenovano šmarnica; pesem je, čudno, prišla od Jubilee Singers z univerze Fisk v Nashvillu v Tennesseeju.

### Ljudska medicina
Rastlina se v ljudskem zdravilstvu uporablja že stoletja.[43] V romanu Ugrabljeni Roberta Louisa Stevensona se sklicuje na »vodo šmarnice«, ker naj bi bila »dobra proti protinu« in da »tolaži srce in krepi spomin« ter »obnavlja govor tistim, ki imajo neumno paralizo«. Ni znanstvenih dokazov, da se šmarnica učinkovito uporablja za zdravljenje človeških bolezni.

## Kulturna simbolika
Šmarnica je bila nacionalna roža Kraljevine Jugoslavije, leta 1967 pa je postala tudi nacionalna roža Finske.
V "jeziku rož" šmarnica pomeni vrnitev sreče.

### Miti
Ime šmarnica, tako kot ime lily of the valley v nekaterih drugih evropskih jezikih, je očitno sklicevanje na besedno zvezo lily of the valley v Pesmi nad pesmimi 2:1. (שׁוֹשַׁנַּת הָעֲמָקִים).[47] Zdi se, da se je ta izraz s strani evropskih zeliščarjev uporabljal za označevanje določene rastlinske vrste razmeroma pozno v 16. ali 15. stoletju. Novi latinski izraz convallaria (skoval ga je Carl Linnaeus) in na primer švedsko ime liljekonvalj izhajata iz ustrezne besedne zveze lilium convallium v Vulgati.

## Galerija
- Convallaria od blizu
- Convallarias v Kemi zgodaj junija
- Moldavijska znamka
- Finski kovanec za 10 penijev z gravuro Convallaria
- 1. maj, Franz Xaver Winterhalter
- Občinski grb Lunnerja (Norveška).